# 멘탈코치 제갈길
《멘탈코치 제갈길》은 2022년 9월 12일부터 2022년 11월 1일까지 방송된 tvN 월화 드라마이다.

## 기획의도
사고를 치고 운동을 그만 둔 국가대표 운동선수 출신 멘탈코치가 은퇴한 고수들과 함께 선수들을 슬럼프에서 구출하고, 정정당당한 진짜 승부에 도전하는 스포츠 드라마

## 제작진

### 제작사
- 스튜디오드래곤
- 본팩토리

### 연출
- 손정현 : ( SBS 오픈드라마 《남과 여》(공동연출), SBS 월화 특별기획 드라마 《2004 인간시장》(공동연출), SBS 주말 특별기획 드라마 《파리의 연인》(공동연출), SBS 드라마스페셜 《루루공주》(연출), SBS 주말 특별기획드라마 《사랑에 미치다》(연출), SBS 주말 특별기획 드라마 《조강지처 클럽》(연출), SBS 월화 미니시리즈(8:50) 《천사의 유혹》(연출), SBS 드라마스페셜 《보스를 지켜라》(연출), SBS 드라마스페셜 《내 연애의 모든 것》(연출), SBS 주말 특별기획 드라마 《세 번 결혼하는 여자》(연출), SBS 주말극장 《그래, 그런거야》(연출), SBS 월화 특별기획 드라마 《키스 먼저 할까요》(연출), tvN 주말 미니시리즈 《화양연화 - 삶이 꽃이 되는 순간》(연출) 등 연출 )
- 김태엽

### 극본
- 김반디 : (KBS 2TV 드라마시티 《드라마시티-당신이 머무는 자리》(공동집필), MBC 수목 미니시리즈 《앵그리맘》(집필), MBC 월화 미니시리즈 《특별근로감독관 조장풍》(집필) 등 집필 )

## 등장인물

### 주요 인물
- 정우 : 제갈길 역 (아역 : 이천무) - 왕년 국가대표 태권도 선수, 현재 심리상담사. 일명 멘탈코치.
- 이유미 : 차가을 역 - 슬럼프에 빠진 왕년 세계 쇼트트랙 금메달리스트.
- 권율 : 구태만 역 - 올림픽 태권도 금메달리스트, 현재 체육회 인권센터장. 한얼체대 스포츠마케팅학과 교수.
- 박세영 : 박승하 역 - 정신과 의사 출신, 현재 선수촌 심리지원팀 박사.
- 문유강 : 이무결 역 - 대한민국 간판 수영스타, 수영으로 그랜드슬램을 달성한 대한민국 간판선수.

### 제갈길 주변인물
- 윤주상 : 제갈한량 역 - 길의 아버지, 무허가 접골원 운영.

### 차가을 주변인물
- 김도윤 : 차무태 역 - 가을의 오빠이자 길의 친구. 왕년 태권도, 종합격투기를 거쳐 현재 클럽 웨이터. 가족을 위해서라면 무슨 짓이든 할 수 있는 청년가장.
- 길해연 : 심복자 역 - 가을과 무태의 어머니, 현실적이고 억척스런 강한 엄마의 전형.
- 박충선 : 복자의 남편이자 무태와 가을의 아버지 역 - 과거 복싱 세계 챔피언이었지만, 현재는 요양병원에 입원 중.

### 박승하 주변인물
- 차순배 : 송지만 역 - 국가대표 심리지원팀 수석연구원.
- 문성근 : 박승태 역 - 국회의원, 승하의 아버지. 수감자.
- 신영진 : 승태의 아내이자 승하, 승민 남매의 어머니 역
- 차선형：박승민 역 - 승하의 동생, 현직 태권도 선수

### 이무결 주변인물
- 김종태 : 강희재 역 - 과거 무결의 수영 코치였으며 현재 대형 스포츠 에이전시 하이 스포츠의 대표. 여정의 남편이자 무결의 새 아버지.
- 최희진 : 최여정 역 - 대형 스포츠 에이전시 하이 스포츠의 이사, 무결의 어머니이자 희재의 아내.

### 노메달 클럽
- 이진이 : 최수지 역 - 은퇴한 전직 체조선수, 서빙걸. 국대시절 혹독한 훈련의 후유증으로 습관성 어깨탈구와 거식증이 있다. 화끈하고 직설적인 기분파.
- 강영석 : 고영토 역 - 은퇴한 전직 스케이트 선수, 주방장. 역대급 부상으로 왼무릎 바로 아래를 절단해야 했던 비운의 선수.
- 허정민 : 피스톨 박 (박현수) 역 - 은퇴한 전직 사격선수, 파파라치 카메라기자. 클레이사격 훈련 중 날아오는 접시 파편에 오른쪽 눈을 맞고 시력을 잃은 비운 끝에 노메달로 은퇴.
- 정강희 : 오복태 역 - 전직 태권도 코치, 현재 길의 매니저 겸 동네 태권도 관장. 길의 실업팀 코치였고, 길이 폐인이 되어 생사를 넘나들 때마다 업고 병원으로 뛴 사람. 입심 좋고 성격 무른 사내.
- 한우열 : 여상구 역 - 전직 레슬러, 주류 배달업자. 언뜻 보기엔 조폭 같지만 알고 보면 순하고 여린 남자. 오랜 훈련으로 귀가 일그러져 있는 탓에 말귀를 잘 못 알아들어 별명이 사오정.
- 원근수 : 박춘호 역 - 전직 유도선수, 무도 특채 형사
- 박화홍 : 수영 역 - 노메달 클럽 밴드 기타

### 국가대표 쇼트트랙
- 허정도 : 오달성 역 - 한얼체대 빙상학과 조교수 겸 국가대표 쇼트트랙 여자부 전담 기술 코치. 멘탈 파괴의 주범. 수감자.
- 박한솔 : 오선아 역 - 한얼체대 쇼트트랙 에이스.
- 김시은 : 조지영 역 - 선아의 페이스메이커.
- 노아름 : 모아름 역 - 쇼트트랙 국가대표 막내.
- 홍화연 : 김무영 역 - 쇼트트랙 국가대표 맏언니.
- 김시은 : 한여운 역 - 쇼트트랙 부동의 원탑, 국가대표들의 롤모델.
- 김유정 : 박지수 역 - 한얼체대 쇼트트랙 선수.

### 체육회
- 정규수 : 고영표 역 - 체육회 회장.
- 이철민 : 박상도 역 - 빙상연맹장 중소건설업체 사장.
- 박철민 : 정창식 역 - 수영연맹장 상진건설 전무.

### 그 외 인물
- 송지원 : 신예지 역 - 국가대표 양궁선수
- 유영재 : 조 코치 역 - 가을이 소속되어 있는 실업팀의 코치.
- 이소희 : 오연지 역 - 농구선수, 인권센터에 진정을 넣을 정도로 심한 고통을 겪고 있었고, 길을 만나고 나서 기운을 되찾은 것 같았으나 결국 극단적인 선택을 하고 만다. 관련 서류를 제대로 읽지도 않고 결재를 했던 구태만은 상황을 알게 된 후, 이를 그대로 묵살해버린다.
- 전영미 : 선아의 어머니 역
- 성노진 : 조지훈 역 - 지영의 아버지, 매일스포츠 기자.
- 곽명화 : 지영의 어머니 역
- 윤인조 : 아름의 어머니 역
- 신현용 : 노상식 역 - 전직 육상 국가대표, 무결에게 불법적으로 약물을 팔다 길에게 적발되었다.
- 공서영 : 뉴스 앵커 역
- 조련
- 홍석연
- 백승현
- 한기장 : 이강산 역 - 전직 국가대표 야구 선수, 불법 스포츠 도박 브로커, 무태에게 브로커 자리를 제안한 인물
- 정춘 : 공상두 역 - 체육회 인권센터 직원.
- 신이준 : 강한나 역 - 국내 원탑 체조선수
- 미상 : 스포츠 대회 심판 역
- 미상 : 박승태의 수행 비서 역

### 특별출연
- 박승희
- 안상미
- 정용검

## 시청률
최저 시청률과 최고 시청률은 시청률 조사회사와 지역별로 시청률에 차이가 있을 수 있습니다.
| 2022년 | 2022년    | 2022년                                         | 2022년         | 2022년       |
| 회차   | 방송일    | 부제                                           | AGB 시청률     | AGB 시청률   |
| 회차   | 방송일    | 부제                                           | 대한민국(전국) | 수도권(서울) |
| ------ | --------- | ---------------------------------------------- | -------------- | ------------ |
| 제1회  | 9월 12일  | 노력의 배신                                    | 1.530%         | 1.601%       |
| 제2회  | 9월 13일  | 부상의 역사                                    | 2.366%         | 1.974%       |
| 제3회  | 9월 19일  | 사막의 낙타                                    | 1.702%         | 1.688%       |
| 제4회  | 9월 20일  | 지도에 없는 길                                 | 2.013%         | 1.744%       |
| 제5회  | 9월 26일  | 내 어깨 위에 검은 새                           | 1.808%         | 1.807%       |
| 제6회  | 9월 27일  | 갑각류의 탈피                                  | 2.127%         | 1.976%       |
| 제7회  | 10월 3일  | 실패할 권리                                    | 1.817%         | 1.751%       |
| 제8회  | 10월 4일  | 사람으로 받은 상처는 사람으로 치유될 수 있을까 | 2.109%         | 2.067%       |
| 제9회  | 10월 10일 | 슬럼프에 가장 좋은 약                          | 1.858%         | 1.555%       |
| 제10회 | 10월 11일 | 니가 진짜로 원하는 게 뭐야                     | 1.702%         | 1.669%       |
| 제11회 | 10월 17일 | 감정의 장난                                    | 1.410%         | 1.324%       |
| 제12회 | 10월 18일 | 나중 말고 지금                                 | 1.754%         | 1.745%       |
| 제13회 | 10월 24일 | 리턴매치                                       | 1.455%         | 1.396%       |
| 제14회 | 10월 25일 | 공수교대                                       | 1.856%         | 1.554%       |
| 제15회 | 10월 31일 | 매치포인트                                     | 1.815%         | 1.764%       |
| 제16회 | 11월 1일  | 사랑을 선택하는 특별한 순간                    | 2.511%         | 2.569%       |

## 참고사항
- 김반디 작가와 박세영은 2019년에 방송된 MBC 월화드라마 《특별근로감독관 조장풍》 이후로 3년만에 재회한다.
- 박세영과 권율은 2017년에 방송된 SBS 월화드라마 《귓속말》 이후로 5년만에 재회한다.

## 같이 보기
- 대한민국의 텔레비전 드라마 목록 (ㅁ)
- 2022년 대한민국의 텔레비전 드라마 목록